# Lallaing (gemeente)

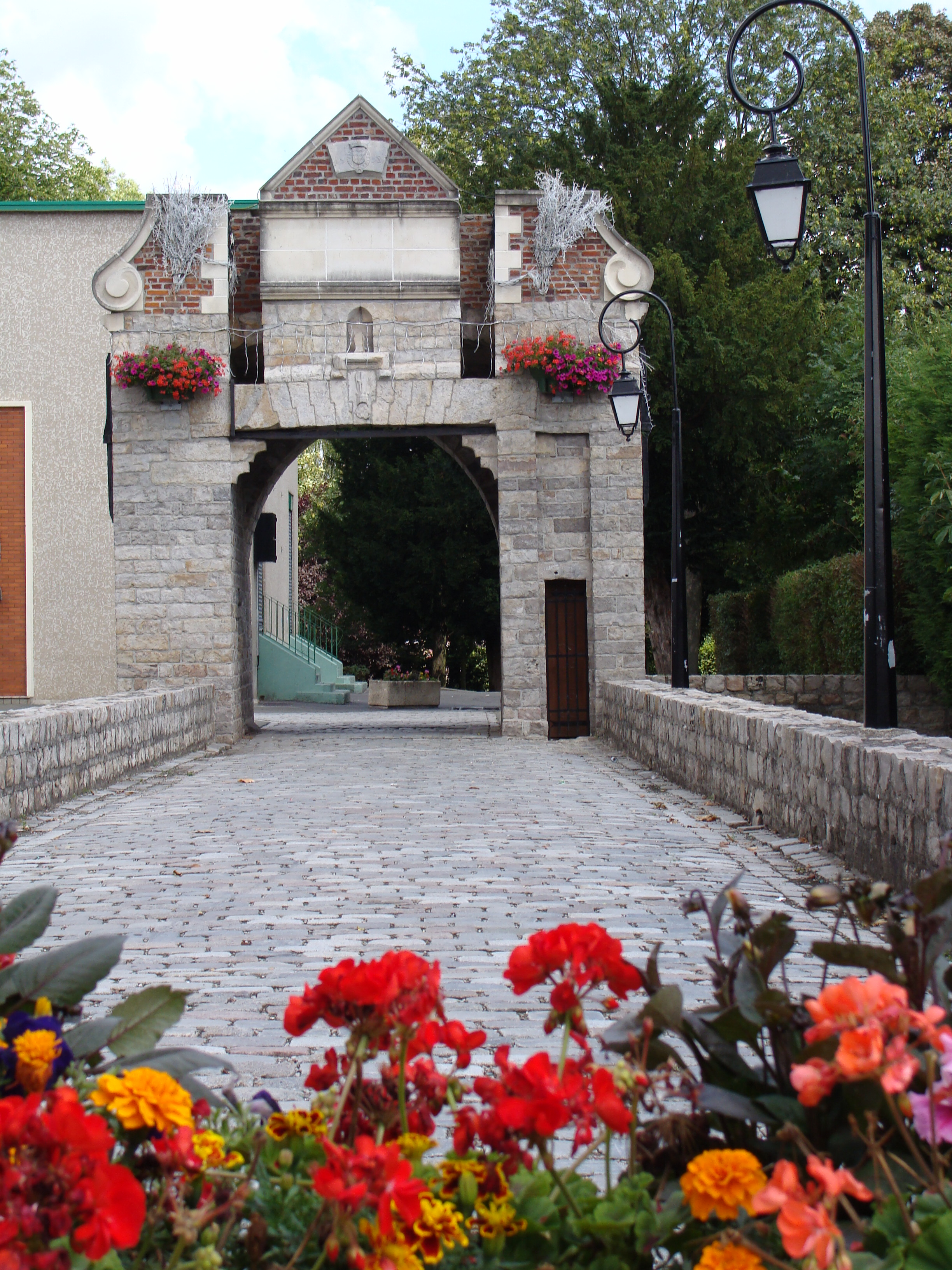
Kasteel van het Huis Lalaing

Lallaing is een gemeente in het Franse Noorderdepartement (Frans: département du Nord). Ze gaf haar naam aan het Huis Lalaing, waarvan het stamslot in de 20e eeuw is afgebroken. De gemeente telde 6.212 inwoners op 1 januari 2022.

## Geografie
De oppervlakte van Lallaing (gemeente) bedraagt 5,99 vierkante kilometer; Op 1 januari 2022 was de bevolkingsdichtheid 1.037,1 inwoners per km².

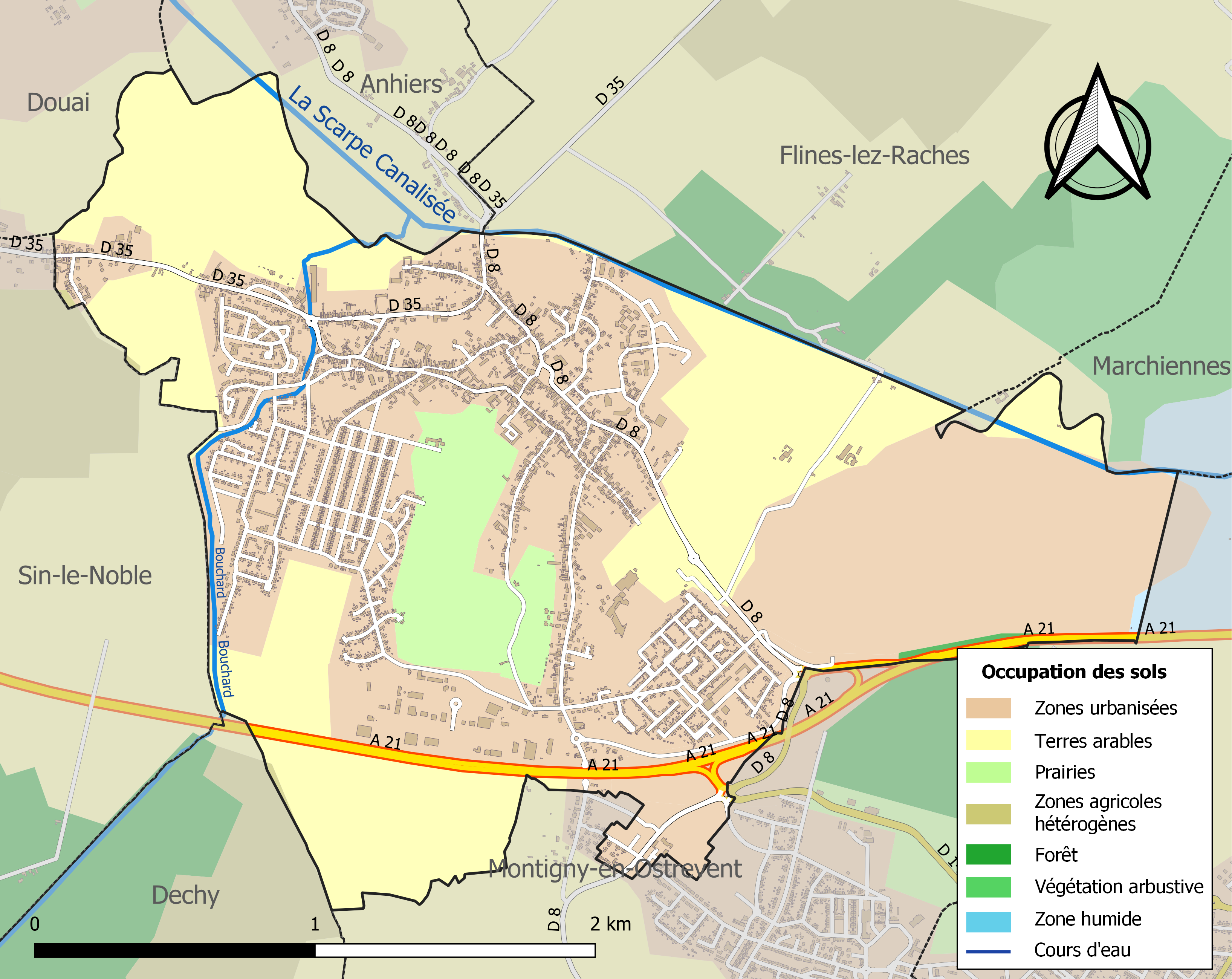
Kaart van de gemeente met belangrijkste infrastructuur, bodemgebruik en omliggende gemeenten

## Demografie
Onderstaande figuur toont het verloop van het inwonertal.
Bruille-lez-Marchiennes · Erre · Fenain · Hornaing · Lallaing · Marchiennes · Pecquencourt · Rieulay · Sin-le-Noble · Somain · Tilloy-lez-Marchiennes · Vred · Wandignies-Hamage · Warlaing · Waziers